# Curt H. Weigelt
Curt Heinrich Weigelt (* 2. Juni 1883 in Rufach im Elsaß; † 11. Oktober 1934 in Brixlegg) war ein deutscher Kunsthistoriker.

## Leben
Weigelt, Sohn des Direktors der elsässischen Versuchsstation für Weinbau und Agrikulturchemie Curt Weigelt, studierte Kunstgeschichte und wurde 1910 an der Universität Leipzig bei August Schmarsow promoviert. Von 1912 bis 1914 war er als wissenschaftlicher Hilfsarbeiter an den Berliner Museen, besonders am Kupferstichkabinett, tätig. 1915 war er in Vorbereitung der geplanten Aachener Krönungsausstellung Assistent am Suermondt-Museum. 1915 zum Kriegsdienst eingezogen, wurde er bei Dünaburg schwer verwundet, verbrachte lange Zeit im Lazarett und war dann von 1917 bis Kriegsende Militärredakteur der deutschen Suwalkier Zeitung. Ab Herbst 1920 war er als Redakteur am Allgemeines Lexikon der Bildenden Künstler von der Antike bis zur Gegenwart in Leipzig angestellt. Im Oktober 1923 wurde er auf Vermittlung Wilhelm von Bodes Assistent am Kunsthistorischen Institut in Florenz unter dem Direktor Heinrich Bodmer und blieb dies bis 1934. Er starb kurz darauf an einer langjährigen Erkrankung.
Sein Forschungsgebiet war die Geschichte der italienischen Malerei.

## Veröffentlichungen (Auswahl)
- Untersuchungen über die Stilentwicklung des sienesischen Malers Duccio di Buoninsegna. Dissertation Leipzig 1910.
- Duccio di Buoniusegna. Studien zur Geschichte der frühsienesischen Tafelmalerei (= Kunstgeschichtliche Monographien. 15) Hiersemann, Leipzig 1911 (Digitalisat – Internet Archive).
- Albin Egger-Lienz. Eine Studie. Weise, Berlin 1914.
- Giotto. Des Meisters Gemälde (= Klassiker der Kunst in Gesamtausgaben. 29). Deutsche Verlags-Anstalt, Stuttgart 1925.
- (ohne Verfasserangabe) Das Kunsthistorische Institut in Florenz: 1888, 1897, 1925. Wilhelm von Bode zum achtzigsten Geburtstage am 10. Dezember 1925 dargebracht vom Kunsthistorischen Institut in Florenz in Dankbarkeit und Verehrung. Leipzig 1925.
- Die sienesische Malerei des vierzehnten Jahrhunderts. Pantheon Casa Editrice, Florenz 1930.